# Камерън (остров)

Остров Камерън (на английски: Cameron) е 37-ият по големина остров в Канадския арктичен архипелаг. Площта му е 1059 км2, която му отрежда 46-о място сред островите на Канада. Административно принадлежи към канадската територия Нунавут. Необитаем.
Остров Камерън е вторият по големина и най-северен от групата от четири острова (Ил Вание, Камерън, Александър и Маси) известни под името о-ви Батърст и намиращи се на северозапад от големия остров Батърст в централната част на Канадския арктичен архипелаг. На юг широкия едва 3,75 км проток Арнот Стрийт (Arnot Strait) го отделя от остров Ил Вание, а на запад протока Байам Мартин (ширина 51 км) – от големия остров Мелвил. На 24 км на изток (залива Ърскин) се намира остров Батърст, а на 45 км на север се намира групата о-ви Финдли, с най-голям остров Локхийд.
Островът е издължен от северозапад на югоизток на 44 км, а ширината му варира от 20 до 30 км. Дължината на бреговата му линия е 219 км и е силно разчленена, като на североизточното крайбрежие дълбоко в сушата се врязва залива Робърт, а на югозападното – безименен залив. Релефът е слабохълмист със средна височина от 20 до 60 м и максимална – масива Уилмот 193 м, в най-югоизточната част на острова. През краткото арктическо лято от ниските възвишения към съседните брегове се стичат къси и бурни реки.
Камерън е единственият остров в Канадския арктичен архипелаг, където от 1985 до 1996 г. се осъществява промишлен добив на нефт от находището Бент Хорн на югозападното крайбрежие. През този период са добити около 2,8 млн. барела (450 хил. м3) нефт, който с танкери се е извозвал чак до рафинериите в Югоизточна Канада. Находището е открито през 1974 г., но през 1993 г. добивът е преустановен поради трудностите в експлоатацията му породени от суровите арктически условия.
Цялата група острови Батърст е открита през май 1853 г. от отряда на Джордж Хенри Ричардс и Шерард Осбърн, участници в британската арктическа експедиция на Едуард Белчер, но двамата изследователи остават с впечатлението, че са открили един голям остров, който назовават „Камерън“. Чак през 50-те години на XX в. е доказано, че големия остров „Камерън“ се състои от четири по-малки, като за най-северозападния от тях се запазва наименованието дадено от първооткривателите.
|  | Тази страница частично или изцяло представлява превод на страницата „Камерон (остров)“ в Уикипедия на руски. Оригиналният текст, както и този превод, са защитени от Лиценза „Криейтив Комънс – Признание – Споделяне на споделеното“, а за съдържание, създадено преди юни 2009 година – от Лиценза за свободна документация на ГНУ. Прегледайте историята на редакциите на оригиналната страница, както и на преводната страница, за да видите списъка на съавторите. ВАЖНО: Този шаблон се отнася единствено до авторските права върху съдържанието на статията. Добавянето му не отменя изискването да се посочват конкретни източници на твърденията, които да бъдат благонадеждни. |